# Campeonato Mundial de Piragüismo en Eslalon de 1977
El XV Campeonato Mundial de Piragüismo en Eslalon se celebró en Spittal (Austria) entre el 17 y el 19 de julio de 1977 bajo la organización de la Federación Internacional de Piragüismo (ICF) y la Federación Austríaca de Piragüismo.
Las competiciones se realizaron en el canal de piragüismo en eslalon acondicionado en el río Lieser, al norte de la ciudad austríaca.

## Medallistas

### Masculino
| Evento         | Oro | Plata                                                                                          | Bronce                                                                                                  |
| -------------- | --- | ---------------------------------------------------------------------------------------------- | --- |
| K1 individual  | Albert Kerr Reino Unido                                                                                        | Dieter Förstl RFA                                                                              | Norbert Sattler · Austria ·                                                                             |
| C1 individual  | Petr Sodomka Checoslovaquia                                                                                    | Peter Massalski RDA                                                                            | Karel Třešňák Checoslovaquia                                                                            |
| C2 individual  | Walter Hofmann Jürgen Kalbitz RDA                                                                              | Miroslav Nedvěd Pavel Schwarc Checoslovaquia                                                   | Michael Berek Frank Kretschmer RDA                                                                      |
| K1 por equipos | Jean-Yves Prigent Bernard Renault Christian Frossard Francia                                                   | Eduard Wolffhardt · Norbert Sattler · Peter Fauster · Austria ·                                | Wojciech Gawroński · Jerzy Stanuch · Kazimierz Gawlikowski · Polonia ·                                  |
| C1 por equipos | Reinhard Eiben Peter Massalski Lutz Körner RDA                                                                 | Dietmar Moos Ernst Libuda Walter Horn RFA                                                      | Jaroslav Radil Karel Třešňák Petr Sodomka Checoslovaquia                                                |
| C2 por equipos | Checoslovaquia Jiří Benhák / Ladislav Benhák Radomír Halfar / Svetomír Kmošťák Miroslav Nedvěd / Pavel Schwarc | Suiza · Martin Wyss / Roland Wyss · Matthias Hirsch / Manfred Walter · Jiří Krejza / Jan Karel | Polonia · Jan Frączek / Ryszard Seruga · Wojciech Kudlik / Jerzy Jeż · Zbigniew Leśniak / Maciej Rychta |

### Femenino
| Evento         | Oro                                                      | Plata                                        | Bronce                                                      |
| -------------- | -------------------------------------------------------- | -------------------------------------------- | ----------------------------------------------------------- |
| K1 individual  | Angelika Bahmann RDA                                     | Petra Krol RDA                               | Linda Harrison Estados Unidos                               |
| K1 por equipos | Elisabeth Käser · Kathrin Weiss · Claire Costa · Suiza · | Angelika Bahmann Birgit Feydt Petra Krol RDA | Catherine Hearn Jean Campbell Linda Harrison Estados Unidos |

### Mixto
| Evento        | Oro                                        | Plata                                    | Bronce                         |
| ------------- | ------------------------------------------ | ---------------------------------------- | ------------------------------ |
| C2 individual | Marietta Gillman Chuck Lyda Estados Unidos | Linda Aponte John Kennedy Estados Unidos | Kym Purdy Stuart Dry Australia |

## Medallero
| Núm. | País           | Oro | Plata | Bronce | Total |
| ---- | -------------- | --- | ----- | ------ | ----- |
| 1    | RDA            | 3   | 3     | 1      | 7     |
| 2    | Checoslovaquia | 2   | 1     | 2      | 5     |
| 3    | Estados Unidos | 1   | 1     | 2      | 4     |
| 4    | Suiza          | 1   | 1     | 0      | 2     |
| 5    | Francia        | 1   | 0     | 0      | 1     |
| 5    | Reino Unido    | 1   | 0     | 0      | 1     |
| 7    | RFA            | 0   | 2     | 0      | 2     |
| 8    | Austria        | 0   | 1     | 1      | 2     |
| 9    | Polonia        | 0   | 0     | 2      | 2     |
| 10   | Australia      | 0   | 0     | 1      | 1     |
|      | TOTAL          | 9   | 9     | 9      | 27    |